# Odemira
Odemira község és település Portugáliában, Beja kerületben. A település területe 1720,6 négyzetkilométer, amely alapján területileg a legnagyobb község Portugáliában. Odemira lakossága 26066 fő volt a 2011-es adatok alapján. A településen a népsűrűség 15 fő/ négyzetkilométer. A település jelenlegi vezetője José Alberto Guerreiro.
A község napja minden évben szeptember 8-án van.

## Demográfia
| Odemira község népességváltozásai (1801–2011) | Odemira község népességváltozásai (1801–2011) | Odemira község népességváltozásai (1801–2011) | Odemira község népességváltozásai (1801–2011) | Odemira község népességváltozásai (1801–2011) | Odemira község népességváltozásai (1801–2011) | Odemira község népességváltozásai (1801–2011) | Odemira község népességváltozásai (1801–2011) | Odemira község népességváltozásai (1801–2011) |        |
| --------------------------------------------- | --------------------------------------------- | --------------------------------------------- | --------------------------------------------- | --------------------------------------------- | --------------------------------------------- | --------------------------------------------- | --------------------------------------------- | --------------------------------------------- | ------ |
| 1801                                          | 1849                                          | 1900                                          | 1930                                          | 1960                                          | 1981                                          | 1991                                          | 2001                                          | 2004                                          | 2011   |
| 6390                                          | 11 669                                        | 20 489                                        | 32 541                                        | 43 999                                        | 29 463                                        | 26 418                                        | 26 106                                        | 25 738                                        | 26 066 |

## Települései
A község a következő településeket foglalja magába, melyek:
- Boavista dos Pinheiros
- Colos
- Longueira / Almograve
- Luzianes-Gare
- Relíquias
- Sabóia
- Santa Clara-a-Velha
- São Luís
- São Martinho das Amoreiras
- São Salvador e Santa Maria
- São Teotónio
- Vale de Santiago
- Vila Nova de Milfontes

## Képgaléria

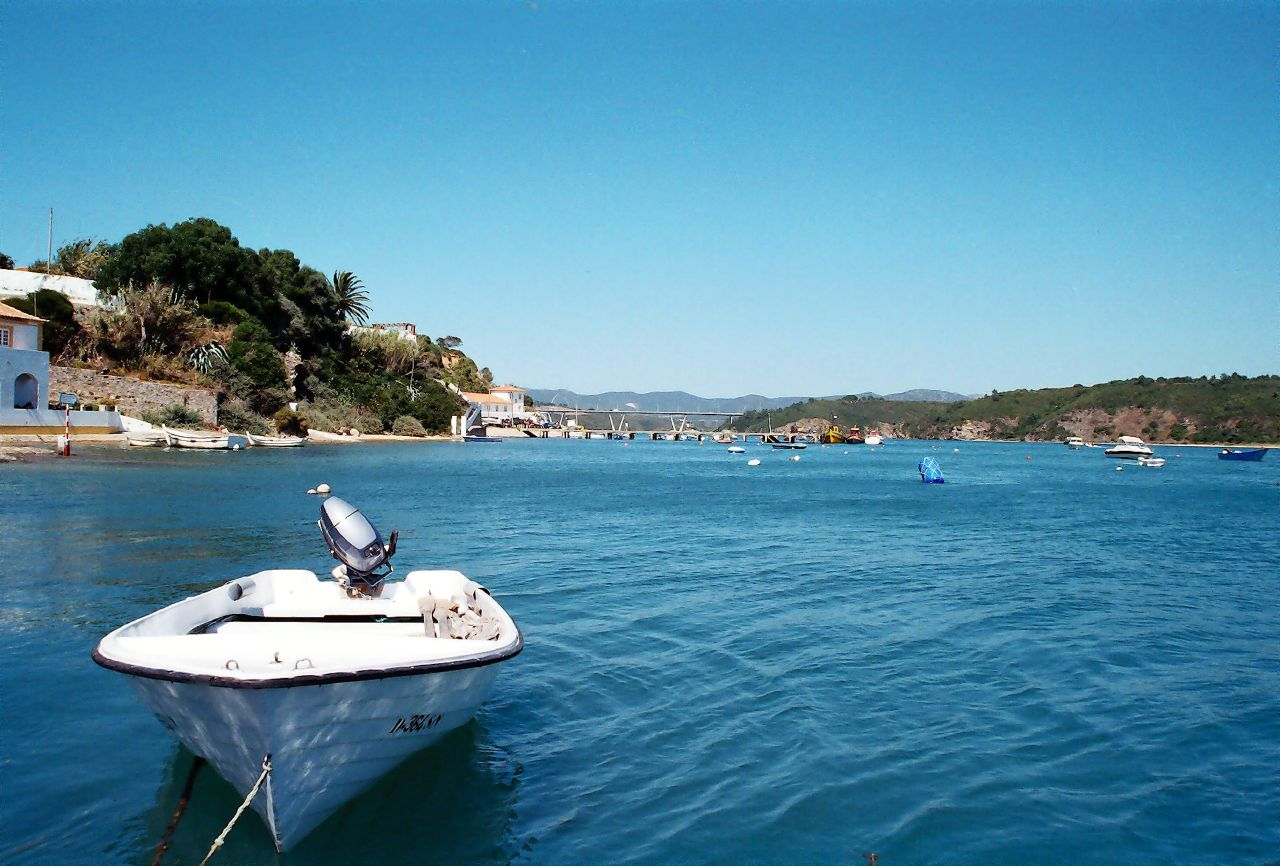
Vila Nova de Milfontes.
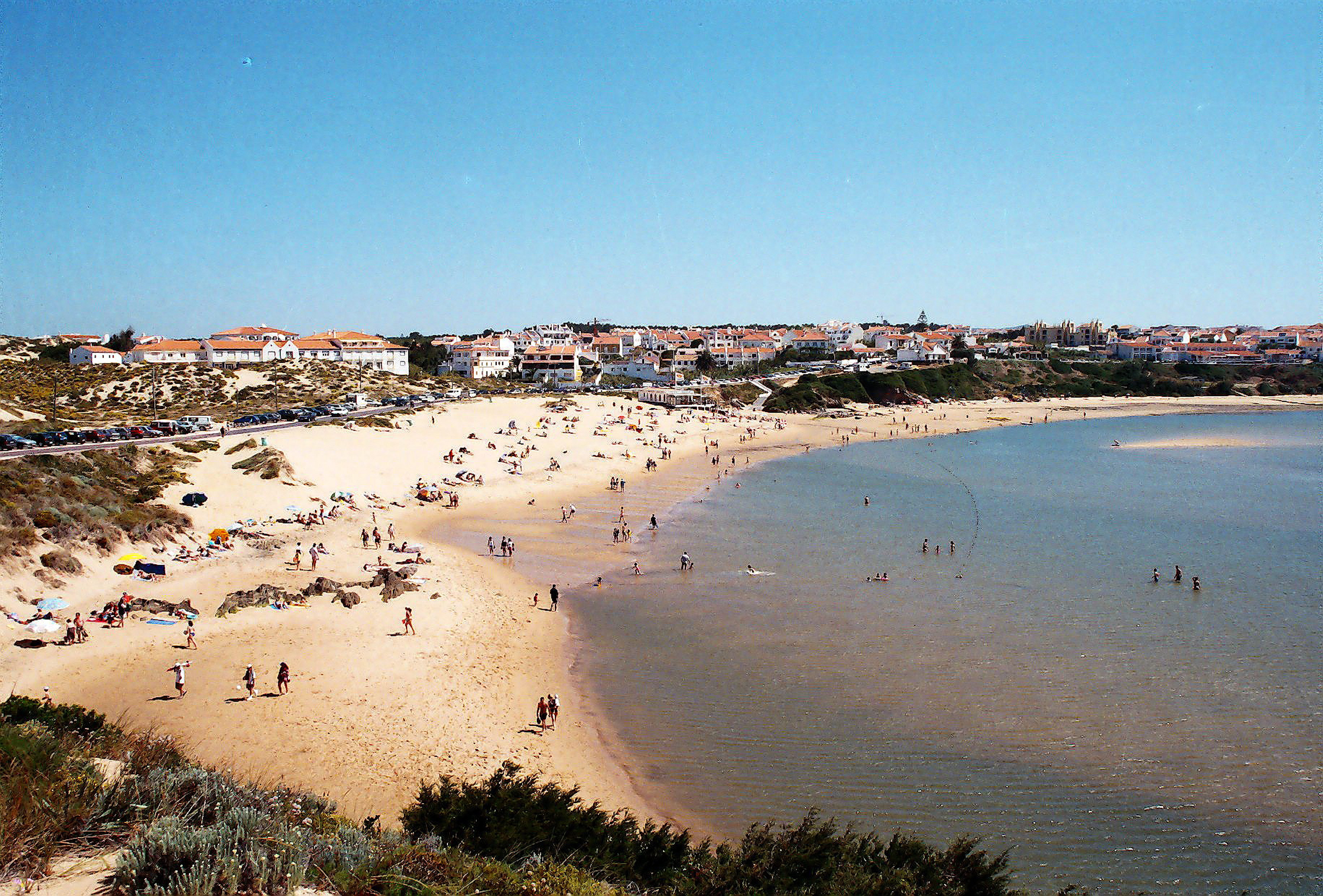
Vila Nova de Milfontes.
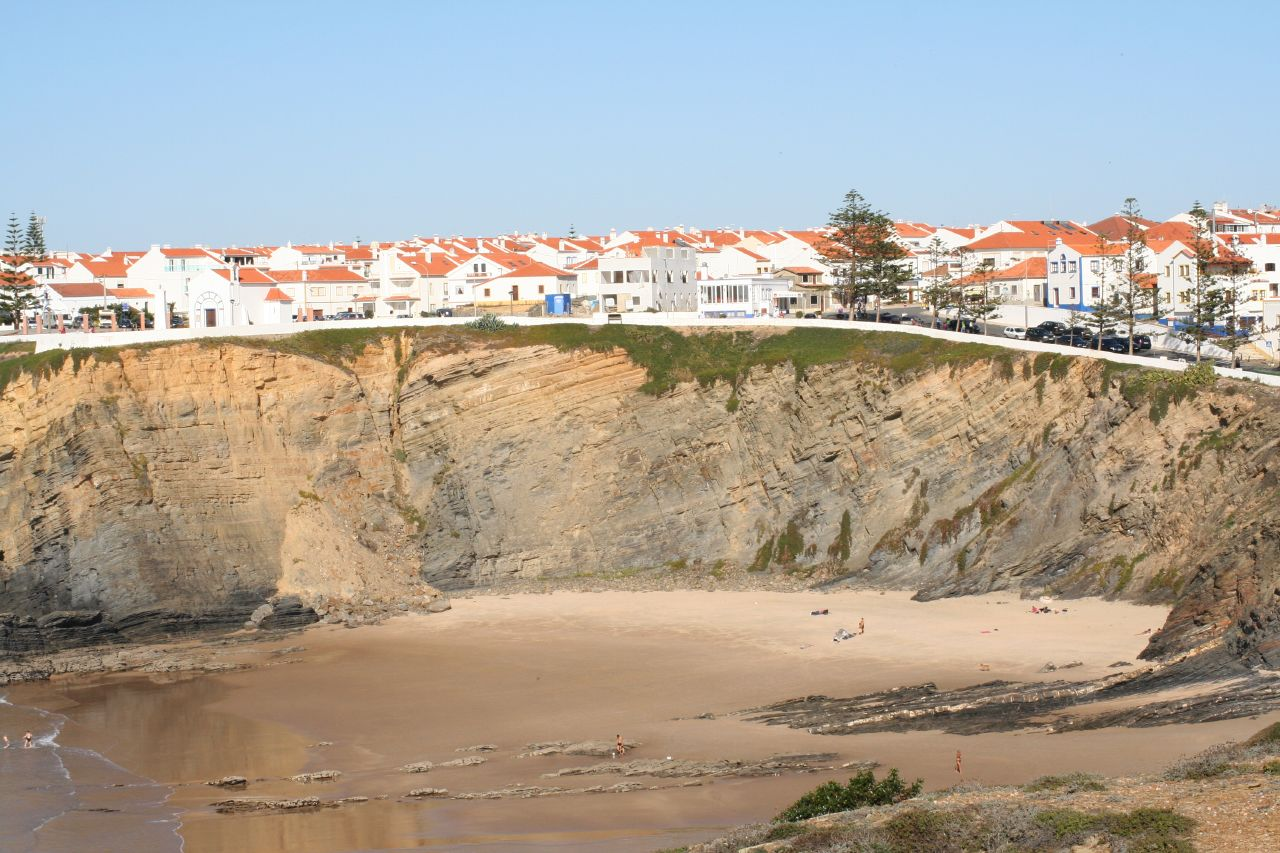
Zambujeira.

## Fordítás
- Ez a szócikk részben vagy egészben  az   Odemira című angol Wikipédia-szócikk ezen változatának fordításán alapul.  Az eredeti cikk szerkesztőit annak laptörténete sorolja fel. Ez a jelzés csupán a megfogalmazás eredetét és a szerzői jogokat jelzi, nem szolgál a cikkben szereplő információk forrásmegjelöléseként.